# Daichi Ishikawa
Daichi Ishikawa (石川 大地 Ishikawa Daichi?), född 22 februari 1996 i Ibaraki prefektur, är en japansk fotbollsspelare.
Ishikawa började sin karriär 2018 i FC Gifu. 2019 blev han utlånad till Azul Claro Numazu. Han gick tillbaka till FC Gifu 2020.